# Правовий вплив
Правовий вплив — це взятий у єдності та різноманітті весь процес впливу права на суспільне життя, свідомість і поведінку людей за допомогою як правових, так і неправових засобів.
Правовий вплив на людину здійснюється по двох каналах:
1) інформаційному — за допомогою правових норм до відома учасників доводиться позиція, яку займає держава стосовно дозволеної, необхідної або забороненої поведінки;
2) ціннісно-орієнтаційному — за допомогою права здійснюється засвоєння суспільством його цінностей, які напрацьовані людством і спадкоємне переходять з покоління в покоління.
Правовий вплив багато в чому зводиться до інформативної та виховної ролі права, підсилити яку можуть пропаганда правових знань, система широкої юридичної освіти.

## Відмінності між правовим регулюванням і правовим впливом

### за обсягом
- предмет правового впливу об'ємніший(ширший) за предмет правового регулювання — його складають відносини, які не регулюються правом, але на які поширюється дія права;

### за змістом
- у правовому впливі не завжди є точний юридичний захід (крім норм права, він містить у собі інші соціальні засоби і форми впливу на поведінку людей), тоді як у правовому регулюванні він є обов'язковим (регулювання відбувається за допомогою певної правової норми).

За головними особливостями свого змісту правовий вплив є не специфічно правовим, а загальним, в якому діє не право як сукупність норм, а «дух» права, просліджується вплив права на систему суспільних відносин, потенціал психічного складу особи, її правову свідомість і культуру. Коли зміст права проходить через свідомість людей, вона стає правосвідомістю. Люди повинні поводитися однаково в однотипній ситуації, якщо право встановлює певні правила поведінки. Виробляється стандарт поведінки, формується загальна нормативна культура як безпосередня передумова законослухняності громадян. Це і є правовий вплив на поведінку людей;

### за механізмом реалізації права
- у правовому регулюванні право реалізується через його механізм — систему правових засобів і форм (норми права, правовідносини, акти реалізації і застосування норм права та ін.), тоді як правовий вплив здійснюється за допомогою системи неюридичних засобів — ідеологічних, психологічних, інформаційних та інших механізмів.